# Đội tuyển Fed Cup Uganda
Đội tuyển Fed Cup Uganda đại diện Uganda ở giải đấu quần vợt Fed Cup và được quản lý bởi Hiệp hội Quần vợt Uganda. Lần đầu tiên đội tham gia Fed Cup là năm 2018, thi đấu ở Nhóm II khu vực Âu/PhiI.

## Đội hình hiện tại
Năm

| Tên                      | Nơi sinh | Lần đầu | Gần đây nhất | Gần đây nhất | Số trận | Thắng/Thua | Thắng/Thua | Thắng/Thua | Thứ hạng | Thứ hạng |
| Tên                      | Nơi sinh | Lần đầu | Trận         | Sin          | Số trận | Dou        | Tot        | Sin        | Dou      |          |
| ------------------------ | -------- | ------- | ------------ | ------------ | ------- | ---------- | ---------- | ---------- | -------- | -------- |
| Sandra Khissa            |          |         |              |              |         |            |            |            |          |          |
| Winnie Birungi           |          |         |              |              |         |            |            |            |          |          |
| Daphine Namulinde Mukasa |          |         |              |              |         |            |            |            |          |          |
| Patience Athieno         |          |         |              |              |         |            |            |            |          |          |

## Lịch sử
Uganda tham gia kì Fed Cup đầu tiên vào năm 2018.

## Vận động viên
| Năm  | Đội tuyển     | Đội tuyển      | Đội tuyển                | Đội tuyển        |
| 2018 | Sandra Khissa | Winnie Birungi | Daphine Namulinde Mukasa | Patience Athieno |